# Уткин, Владимир Иванович (геофизик)
Влади́мир Ива́нович У́ткин (26 февраля 1935, п. Быково, Московская область — 10 января 2015, Екатеринбург)— советский и российский геофизик; член-корреспондент РАН (2003), профессор (1991), заслуженный деятель науки Российской Федерации (1999); директор Института геофизики УрО РАН (1999—2004).

## Биография
С 1938 жил в г. Караганде, куда семья была выслана как родственники «врага народа» (был репрессирован брат отца, ответственный работник Московской окружной железной дороги). В школу пошёл в 1942 году в Алма-Ате; с 1943 года жил в Челябинске, с 1945 — в Свердловске, где в 1952 г. после окончания школы поступил на физико-технический факультет Уральского политехнического института им С. М. Кирова. Его дипломная работа «Автоматизированный многоканальный анализатор гамма-излучения» была отмечена медалью на конкурсе Министерства высшего образования СССР.
С 1958 г. работал в Институте геофизики Уральского научного центра АН СССР: младший научный сотрудник лаборатории ядерных методов разведки, заведующий лабораторией космических лучей (1974—1977), заведующий отделом геофизического приборостроения (1977—1986), заведующий лабораторией ядерной геофизики (1986—2004), директор института (1999—2004). С 2004 г. — советник РАН.
С 1986 года одновременно преподавал (с 1991 — профессор) в Свердловском инженерно-педагогическом институте (спецкурсы «Основы метрологии. Теория и практика измерений» и «Геоинформационные системы») и в Уральском государственном университете (спецкурс «Основы радиационной физики»). Неоднократно возглавлял Государственную экзаменационную комиссию на факультете информатики РГППУ.
Действительный член Российской академии метрологии, член-корреспондент РАЕН и Международной академии минеральных ресурсов, Американского геофизического союза, соросовский профессор. Президент Союза научных и инженерных организаций РФ.
Похоронен на Лесном кладбище Екатеринбурга.

### Семья
Отец — Иван Васильевич Уткин, инженер-железнодорожник, работал в Наркомате путей сообщения СССР; после войны — ректор Уральского электромеханического института инженеров транспорта (до 1972).
Мать — Наталия Ивановна Уткина, до 1938 г. работала в поселковом Совете (пос. Быково Раменского района, Московская область).

## Научная деятельность
Область научных исследований:
- ядерно-физические методы исследования горных пород и руд;
- распределения кларковых содержаний естественных радиоактивных (уран, торий, калий) и породообразующих элементов в околорудных зонах и метасоматических измененных породах Урала;
- пространственное распределение поля радиогенных газов и теплового потока на Урале и прилегающих территориях;
- процессы переноса и перераспределения радиоактивных загрязнений;
- остаточные явления в районах подземных ядерных взрывов;
- выделение радона из массива горных пород при изменении их напряжённого состояния.

В 1966 году защитил кандидатскую, в 1979 году — докторскую диссертацию.
Участвовал в создании станции космических лучей в поселке Арти, был одним из руководителей международного эксперимента «Север-78». Инициировал геоэкологические исследования в части ликвидации радиоактивных загрязнений в районах АЭС и радиационных аварий.
Член специализированных советов по защитам диссертаций по специальности «Геофизика. Геофизические методы поисков и разведки полезных ископаемых» (с 1980), председатель Учёного совета при Институте геофизики УрО РАН по присуждению докторских степеней по специальности «Геофизика. Геофизические методы разведки» (с 1999). Председатель Научного Совета по выставкам достижений УрО РАН (1980—1991).
Подготовил трёх докторов и 13 кандидатов наук.
Автор более 280 научных работ, в том числе 6 монографий и 60 авторских свидетельств на изобретения и патентов.

### Избранные труды
- Демежко Д. Ю., Юрков А.К, Уткин В. И., Климшин А. В. Исследование температурных вариаций в скважине kun-1 (остров Кунашир) // Доклады Академии Наук. — 2010. — Т. 434, № 6. — С. 811—816.
- Демежко Д. Ю., Юрков А. К, Уткин В. И., Климшин А. В. О природе температурных вариаций в скважине Kun-1 (о. Кунашир) // Геология и геофизика. — 2012. — Т. 53, № 3. — С. 406—414.
- Демежко Д. Ю., Юрков А. К., Уткин В. И., Щапов В. А. Температурные изменения в скважине kun-1 (о. Кунашир), вызванные землетрясением Тохоку (11.03.2011 г., M = 9.0) // Доклады академии наук. — Т. 445, № 2. — С. 200—204.
- Козлова И. А., Уткин В. И., Юрков А. К. Изменение эманирующей способности образцов гранита и глины при нагревании до 4500С. // АНРИ. — 2012. — № 4. — С. 66-70.
- Уткин В. И. Селективный гамма-каротаж на угольных месторождениях. — М.: Наука, 1975. — 244 с.
- Уткин В. И., Белоусова А. А., Тягунов Д. С., Баландин Д. В. Исследование геодинамики Северного и Среднего Урала по данным GPS // Доклады РАН. — 2010. — Т. 431, № 2. — С. 246—251.
- Уткин В. И., Тягунов Д. С., Сокол-Кутыловский О. Л., Сенина Т. Е. Искажение геомагнитного поля электромагнитным шумом низких частот техногенного происхождения // Вестник Краунц : Науки о Земле. — 2010. — № 1 (выпуск 15). — С. 216—222.
- Уткин В. И., Юрков А. К. Деформация изгиба и трение — основные процессы при подготовке тектонического землетрясения // Уральский геофизический вестник. — 2010. — № 1. — С. 67-78.
- Уткин В. И., Юрков А. К. Поведение радона при подготовке геодинамических процессов // Геофизический журнал. — Киев, 2010. — Т. 32, № 6. — С. 122—132.
- Уткин В. И., Юрков А. К. Радон как «детерминированный» индикатор природных и техногенных процессов // Доклады РАН. — 2010. — Т. 426, № 6. — С. 816—829.
- Уткин В. И., Юрков А. К. Радон как индикатор геодинамических процессов // Геология и геофизика. — 2010. — Т. 51, № 2. — С. 277—286.
- Уткин В. И., Юрков А. К., Боков В. Н., Корнеев В. А. Модель процессов подготовки тектонического землетрясения и роль солнечно-земных связей // Вестник наук о Земле / Национальный ядерный центр РК. — Алмата, 2010. — Вып.6. — С. 94-105.
- Уткин В. И., Юрков А. К., Цурко И. А., Козлова И. А. Вариации неравномерного вращения Земли и эффект триггирования сейсмичности планеты // Геология и геофизика Юга России. — 2012. — № 1. — С. 3-10.
- Outkin V.I., Kozlova I.A., Yurkov A.K., Pushan Kumar Dutta, Mishra O.P., Naskar M.K. Radon monitoring as a possible indicator of tectonic events"SAP: // Earth Sciences and Geography. — 2012. — № 11. — P. 2121—2126.

## Сочинения
- Уткин В. И. Воспоминания выпускника ФизТеха УПИ. Физико-Техник. Дата обращения: 19 января 2015.

## Награды и признание
- орден Трудового Красного Знамени (1983)
- медали СССР
- две золотые медали ВДНХ — за работы по угольному каротажу
- заслуженный деятель науки Российской Федерации (1999)